# 키프로스의 정치
키프로스 공화국은 단일 대통령제 간접 민주제 국가이다.
주민은 78%가 그리스계, 18%가 터키계이다. 1차대전 후(1918), 키프로스를 그리스에 합방시키려는 ‘에노시스’ 운동을 에워싸고 독립운동이 표면화되었으나 영국에 의해 진압되었다. 그후 키프로스 문제는 국제화하여 유엔의 중재로 그리스·터키·영국 등 3국이 협상한 결과 1960년에 독립을 달성, 헌법을 공포했다. 그러나 그리스·터키계 주민간의 반목이 계속되던 중, 1974년 그리스군 파견장교단의 쿠데타로 3선의 마카리오스 대통령이 물러나고, 친(親)그리스 정부가 수립되었다. 이에 터키군이 침공하여 전국토의 40%를 점령해 국토가 양분되었고, 그리스와 터키가 전쟁 일보 직전까지 갔다.1983년 그리스계와 터키계 주민 사이에 인종분쟁을 거듭한 끝에 터키계 주민이 일방적으로 독립을 선포, 북키프로스 터키공화국을 수립했다. 터키계의 독립선언으로 키프로스는 2개의 정권이 존속하고 있다.

## 같이 보기
- 키프로스
- 북키프로스